# Rio da Farinha
O Rio da Farinha é um curso de água que banha o município de Patos, no estado da Paraíba, Brasil. Conflui com o rio da Cruz, formando o rio Espinharas e nasce no município de Salgadinho e percorre Areia de Baraúnas, Passagem e Cacimba de Areia, recebendo água de montante dos municípios de Quixaba, São Mamede e da serra do Teixeira. O rio leva água para a Barragem da Farinha, manancial que abastece Patos.
É citado por José Permínio Wanderley, no seu livro Retalhos do Sertão, como o irmão mais modesto do rio da Cruz, um pouco acima da cidade de Patos, nome que referencia as suas areias muito brancas, tais quais o polvilho de raiz de mandioca e nasce nas serras Viração e dos Anis, escavadas por sucessivas erosões pluviais e cólicas, banhando  Salgadinho, Passagem e Cacimba de Areia, municípios da Região Metropolitana de Patos.